# شهرستان گراینگر (تنسی)
شهرستان گراینگر، تنسی (به انگلیسی: Grainger County, Tennessee) یک سکونتگاه مسکونی در ایالات متحده آمریکا است که در تنسی واقع شده‌است.

## خصوصیات
شهرستان گراینگر ۷۸۳ کیلومترمربع مساحت دارد.